# Ammovertellininae
Ammovertellininae es una subfamilia de foraminíferos bentónicos de la Familia Ammodiscidae, de la Superfamilia Ammodiscoidea, del Suborden Ammodiscina y del Orden Astrorhizida. Su rango cronoestratigráfico abarca desde el Carbonífero hasta la Actualidad.

## Discusión
Clasificaciones previas incluían Ammovertellininae en el Suborden Textulariina del Orden Textulariida.

## Clasificación
Ammovertellininae incluye a los siguientes géneros:
- Ammovertellina
- Annectina
- Arenomeandrospira
- Glomospirella †
- Pilammina †
- Pilamminella †
- Rectoglomospira †
- Vostokovella †

Otros géneros inicialmente asignados a Ammovertellininae y actualmente clasificados en otras familias o subfamilias son:
- Gandinella †, ahora en la Familia Pelosinidae
- Glomospira, ahora en la Familia Usbekistaniinae

Otros géneros considerados en Ammovertellininae son:
- Hemigordiellina, considerado sinónimo posterior de Ammovertellina, también considerada como género válido en la Familia Cornuspiridae
- Mjatliukaeina, aceptado como Glomospirella
- Pila, aceptado como Pilammina